# Ursula Kuri
Ursula Kuri (* 27. September 1935 in Freiburg im Breisgau) ist eine deutsche Politikerin (CDU) und war von 1996 bis 2001 Mitglied des baden-württembergischen Landtags.

## Ausbildung und Beruf
Kuri besuchte in Freiburg die Volksschule, das Gymnasium und eine Frauenfachschule. Anschließend absolvierte sie eine Ausbildung zur HHT-Lehrerin und bestand 1959 die 2. Lehramtsprüfung. Als Lehrerin war sie bis zur Geburt ihres zweiten Kindes tätig. Kuri ist verheiratet und hat fünf Kinder.

## Politik und Ehrenamt
Sie wurde 1989 stellvertretende Vorsitzende des Freiburger CDU-Kreisverbands und 1994 in den Gemeinderat gewählt. Von 1996 bis 2001 war Kuri Abgeordnete im Landtag von Baden-Württemberg, in dem sie das Direktmandat des Wahlkreises  Freiburg II vertrat. Sie engagierte sich als katholische Pfarrgemeinderätin und Leiterin des Bildungswerks in der Pfarrgemeinde St. Blasius und war dreizehn Jahre lang Vorsitzende des Gesamtelternbeirats Freiburger Schulen. Sie war Mitglied im Kuratorium Landeszentrale für politische Bildung, in dem der Handwerksakademie sowie im Beirat der Universität Freiburg.

## Ehrungen
- 2010: Verdienstkreuz am Bande der Bundesrepublik Deutschland